# Maserati Tipo 26
La Maserati tipo 26 fu la prima autovettura da competizione costruita dai fratelli Maserati, con il proprio marchio Maserati.

## Il contesto
Quando nel 1926 la Diatto ritirò la sua squadra dalle corse, Alfieri Maserati, suo pilota ufficiale, ottenne una decina di telai Diatto 30 sport, accessoriati dei cambi e di molte parti meccaniche.
Grazie anche agli aiuti economici ricevuti dall'altro pilota della Diatto, marchese Diego de Sterlich, evolse le Diatto G.P. 8C compressore nella Tipo 26, con un motore da 1500 cm³ a 8 cilindri in linea che fece la sua comparsa il 25 aprile 1926, alla targa Florio, nelle mani del suo stesso disegnatore che riuscì ad arrivare nono assoluto e primo della sua classe (Maserati si era iscritto alla Targa Florio con una Diatto, ma riuscì in tempo a modificarla nella sua prima Maserati.).
Nel corso del primo anno di produzione ne vennero allestiti tre esemplari, con numero di telaio 11, 12 e 13.
La produzione totale delle Tipo 26, protrattasi sino al 1932 con continui aggiornamenti tecnici, ammonta a 10 esemplari. Alcune fonti riportano un totale di 11 esemplari, presumibilmente a causa della vettura con il telaio n. 22 che risulta trasformata in Tipo 26 MM.
Per adeguarsi alle nuove regole in vigore dal 1927, venne prodotta la sua erede che fu la Tipo 26B, a cui fu aumentata la cilindrata da 1,5 a 2 litri.
Dalla Tipo 26 derivò anche la Tipo 26 C, di cilindrata diminuita grazie alla diminuzione dell'alesaggio.

## La Tipo 26 MM
La versione originale della vettura era destinata alle corse in circuito che si svolgevano perlopiù diurne; per poter prendere parte alla Mille Miglia venne preparata una versione "Sport" della Tipo 26, con le modifiche adatta ad una corsa come quella, che si svolgeva su strade aperte al traffico.
Per poter partecipare alla Mille Miglia del 1928, seconda edizione della celebre corsa, la vettura venne fornita di pedane laterali, parafanghi da motocicletta, portiere, fari, un piccolo parabrezza e una capote in tela. La coda tronca poteva ora ospitare due ruote di scorta mentre sulle pedane erano sistemate una cassetta degli attrezzi e la batteria. La Bosch forniva l'impianto elettrico, che comprendeva anche l'impianto di avviamento.
Il motore aveva il monoblocco in ghisa. Lo scarico era fornito di un silenziatore. Il passo era stato accorciato a 2.580 mm e il peso, rispetto alla versione a ruote scoperte, era aumentato a 840 kg.
Ne furono costruiti due esemplari, riservati a Carlo Tonini e Pietro Brunori, che debuttarono il 31 marzo 1928; la vettura, che aveva anche un serbatoio di dimensioni maggiorate adeguato alle gare di lunga distanza, finì in 23ª posizione.

## Dati tecnici
L'accensione era singola con magnete. L'alimentazione era forzata, con compressore tipo Roots e due carburatori di marca Memini a monte del compressore stesso (solo 1 dal 1927). La distribuzione era a due valvole per cilindro disposte a V di 90°, con doppio albero a camme in testa.
Il motore era a otto cilindri in linea e aveva una cilindrata di 1492,9 cm³. L'alesaggio e la corsa erano rispettivamente di 60 e 66 mm. La potenza erogata variava tra i 120 e i 128 CV a 5300/6000 giri al minuto. Il rapporto di compressione era di 5,8:1.
I freni erano a tamburo con comando idraulico, mentre lo sterzo era a vite senza fine. Le sospensioni erano a balestra con ammortizzatori a frizione. Il cambio era inizialmente a tre marce, poi portato a quattro più la retromarcia.
La carrozzeria era biposto in alluminio, il telaio era composto da due longheroni con traverse in profilati d'acciaio.
Raggiungeva una velocità massima di 180/200 km/h.